# Maramangalathupatti
Maramangalathupatti è una suddivisione dell'India, classificata come census town, di 11.378 abitanti, situata nel distretto di Salem, nello stato federato del Tamil Nadu. In base al numero di abitanti la città rientra nella classe IV (da 10.000 a 19.999 persone).

## Geografia fisica
La città è situata a 11° 40' 24 N e 78° 03' 39 E.

## Società

### Evoluzione demografica
Al censimento del 2001 la popolazione di Maramangalathupatti assommava a 11.378 persone, delle quali 5.853 maschi e 5.525 femmine. I bambini di età inferiore o uguale ai sei anni assommavano a 1.247, dei quali 660 maschi e 587 femmine. Infine, coloro che erano in grado di saper almeno leggere e scrivere erano 7.831, dei quali 4.358 maschi e 3.473 femmine.